# Emeljanopleroma boroumandi
Emeljanopleroma boroumandi är en insektsart som först beskrevs av Dlabola 1981.  Emeljanopleroma boroumandi ingår i släktet Emeljanopleroma och familjen Kinnaridae. Inga underarter finns listade i Catalogue of Life.